# Haworthia koelmaniorum
Haworthia koelmaniorum är en grästrädsväxtart som beskrevs av Anna Amelia Obermeyer och David Spencer Hardy. Haworthia koelmaniorum ingår i släktet Haworthia och familjen grästrädsväxter.

## Underarter
Arten delas in i följande underarter:
- H. k. koelmaniorum
- H. k. mcmurtryi

## Bildgalleri

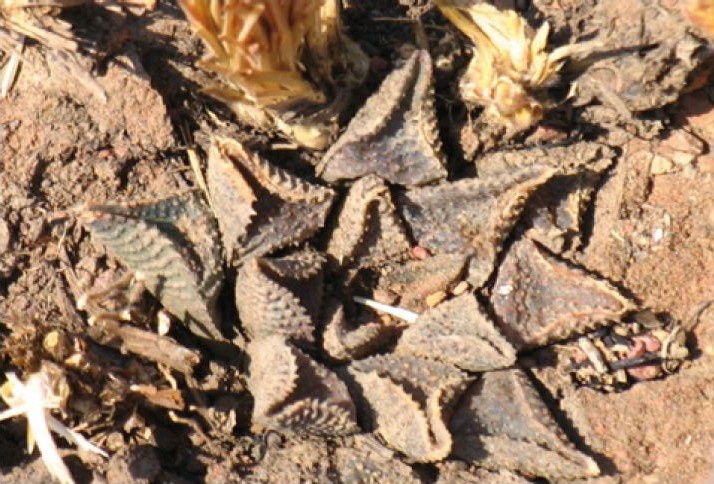